# Le Cormier (maison d'édition)
Pour les articles homonymes, voir Cormier.
Le Cormier est une maison d'édition belge de poésies fondée à Bruxelles en 1949 par le poète, essayiste et traducteur, Fernand Verhesen. Après son décès en 2009, la direction est reprise par le poète et traducteur belgo-canadien Pierre-Yves Soucy.

## Histoire
Féru de typographie, Fernand Verhesen composa et imprima d'abord lui-même, sur une petite presse, les premiers livres du Cormier. L'Homme et ses miroirs de Maurice Blanchard et Le Deuil des Névons de René Char figurent parmi les premiers ouvrages publiés. Il montra, sa vie durant, une égale exigence dans le choix des textes et leur présentation matérielle. Quatre titres par an sont publiés, avec un grand soin apporté à l’objet livre. Chaque ouvrage comprend un tirage de tête accompagné d'une œuvre d'art originale signée et numérotée (dessin, gravure, lithographie, sérigraphie, photo).   
Fernand Verhesen, qui était également un grand découvreur, contribua à travers cette maison d'éditions à faire connaître la poésie espagnole et hispano-américaine moderne et contemporaine, démarche poursuivie par Pierre-Yves Soucy. 

### Catalogue
Depuis 1949 Le Cormier a publié quatre-vingt-dix auteurs et un peu plus de cent soixante-dix recueils. Son catalogue se signale par une grande diversité de voix francophones et étrangères. La fidélité à des poètes accompagnés de longue date y côtoie l’esprit de découverte. On y trouve de nombreux auteurs belges et français ainsi qu’un important fonds de poésie latino-américaine.
Il regroupe notamment les recueils de Claire Lejeune, Philippe Jones, Michel Lambiotte, Albert Ayguesparse, Pierre Della Faille, Bosquet de Thoran, Hubert Juin, Michel Collot, Corinne Hoex, François Rannou, Christophe Van Rossom, Elke de Rijcke, Hubert Antoine, Serge Meurant, Anne Penders, Luc Dellisse et Sarah Plimpton, sans oublier de nombreux poètes latino-américains, de Roberto Juarroz et Cesar Vallejo à Pedro Serrano.

#### Distribution
- Diffusion nationale : Maison de la poésie d'Amay
- Diffusion internationale : Librairie Wallonie-Bruxelles (France)